# 長野規
長野 規（ながの ただす、1926年1月13日 - 2001年11月24日）は編集者、詩人。『週刊少年ジャンプ』初代編集長。

## 来歴・人物
東京市京橋区（現・中央区）木挽町生まれ。父母は和歌山県出身。
青山学院中等部から早稲田大学予科を経て早稲田大学政治経済学部に在学中、学徒動員で召集され、東京都内で敗戦を迎える。1950年に2年遅れで大学を卒業。1951年、小学館に入社。後に子会社である集英社に回され、『おもしろブック』『こばと』『りぼん』などの編集長を歴任。
1958年、『週刊明星』創刊に伴い、同誌に副編集長格で参加。しかし、編集長の本郷保雄の逆鱗に触れ、平社員に降格される。
一時は退社を覚悟したが、陶山巌社長に引き止められて思いとどまり、『おもしろブック』の後身である『少年ブック』編集長に返り咲いた。
1968年、『少年ジャンプ』創刊に伴い、同誌初代編集長に就任。当初は週刊ではなく月2回刊だったが、売上が伸びたことと、講談社が『週刊少年マガジン』の兄弟誌として『ぼくら』を『週刊ぼくらマガジン』にリニューアルしたことから、小学館がその対抗誌とすべく、週刊化が決定された。
長野は「友情・努力・勝利」を編集方針に据えて成功を収め、更に漫画家専属制度を考案したことから、非難も浴びた。読者アンケートの結果によって、連載の続行か打ち切りかを決定する方針を確立したのも彼である。しかし、その一方で反戦漫画の金字塔的作品『はだしのゲン』の連載をサポートしており、単なる売り上げ至上主義者ではない一面も持っていた。なお、同作品の連載は、長野が編集長を辞すと同時に中断され、他社へ移行している。
集英社の臨時雇いスタッフによる組合活動に圧力をかけ、遠崎史朗（後の『アストロ球団』原作者）を退職に追い込むなど、左翼活動には厳しかったが、戦時中は召集されて同級生が戦死するなどの体験もあり、反戦の気持ちは非常に強かったようである。『おもしろブック』編集長時代に安易な戦記ブームに疑問を持ち、読者アンケートを行うなどの行動からもそれをうかがい知ることができる。『少年ブック』時代からの部下で、後に第3代ジャンプ編集長となった西村繁男は「心情左翼行動右翼」と彼を評している。
また、しばしば言及されるアンケート至上主義に関して、彼はアンケートの意味やその読みとり方の達人でもあった。後に「年齢別・クロスなどアンケートの読み方は長野さんに全て教わった」と西村が述懐するように、単純な数の集計でなく、雑誌における読者心情や傾向などをデータを元に非常に的確に判断していた点は、昭和30年代という時代を考えると驚異的ですらある。このアンケートによる掲載作品の選別と、編集プロパー集団（治外法権的な職能集団としてのジャンプ編集部）育成による強行軍的な雑誌編成方針は、西村繁男や1970年に入社した後藤広喜に引き継がれ、約600万部という出版史上空前絶後の記録を生み出すに至る。
1974年に編集長の座を中野祐介に譲った後、専務に就任したが、1992年に辞任。若い頃から密かに書き続けていた詩の道に進む。1993年思潮社から第一詩集「大伴家持」を刊行し、現代詩花椿賞の最終候補に残った。以後、1年に約1冊のペースで、日本書紀の新釈による長篇叙事詩を上梓。7冊目となる2000年刊行の「キリスト異聞」が最後の作品となった。
2001年11月24日、食道癌で死去。